# Johan Henric Kellgren
Johan Henric Kellgren (1 de dezembro de 1751 - 20 de abril de 1795), foi um poeta e crítico literário sueco, nascido na província histórica da Västergötland (oeste da Suécia).

É conhecido como o grande representante do iluminismo na Suécia.

Foi membro da Academia Sueca, desde o seu início em 1786.

## Academia Sueca
Johan Henric Kellgren ocupou a cadeira 4 da Academia Sueca, para a qual foi eleito em 1786.